# 橄榄门

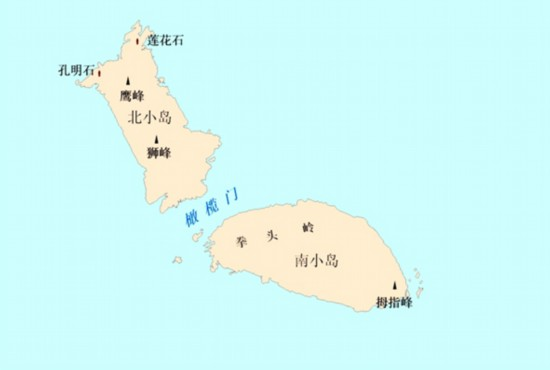
橄榄门地圖。

橄榄门，日文稱，是位在钓鱼岛及其附属岛屿北小岛和南小岛之间的一个海峡，长约139公尺。橄榄门北边正对北小岛的第一高峰狮峰，南边正对南小岛的第一高峰拳头岭。从前福建和台湾的渔民，在东海风浪大时，常常会将船只驶于此间以避风浪。橄榄门的名稱由中國在2012年9月命名，日文名由黑岩恆在1900年命名。